# Erdmannshöhle

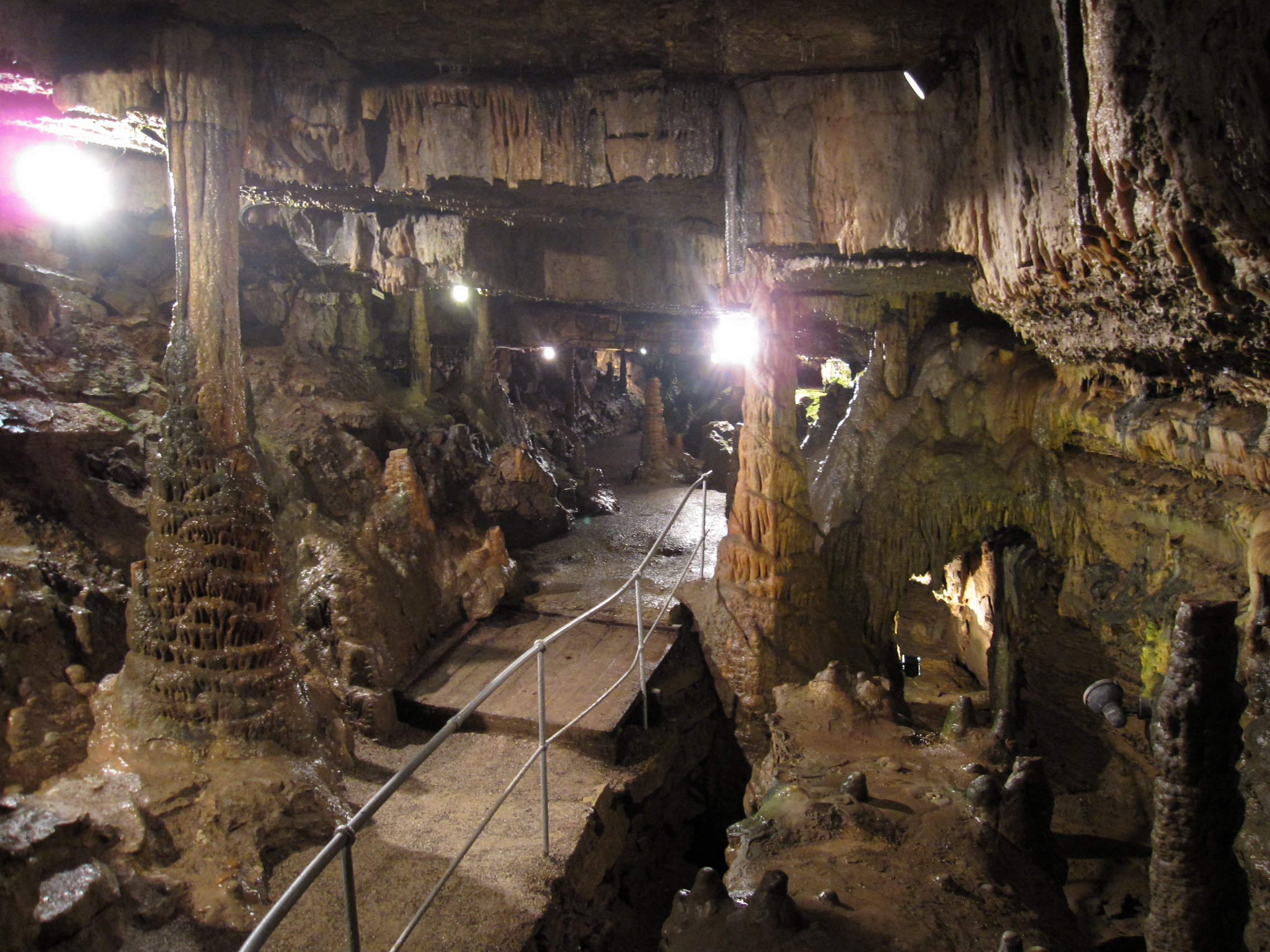
Interior de la cueva

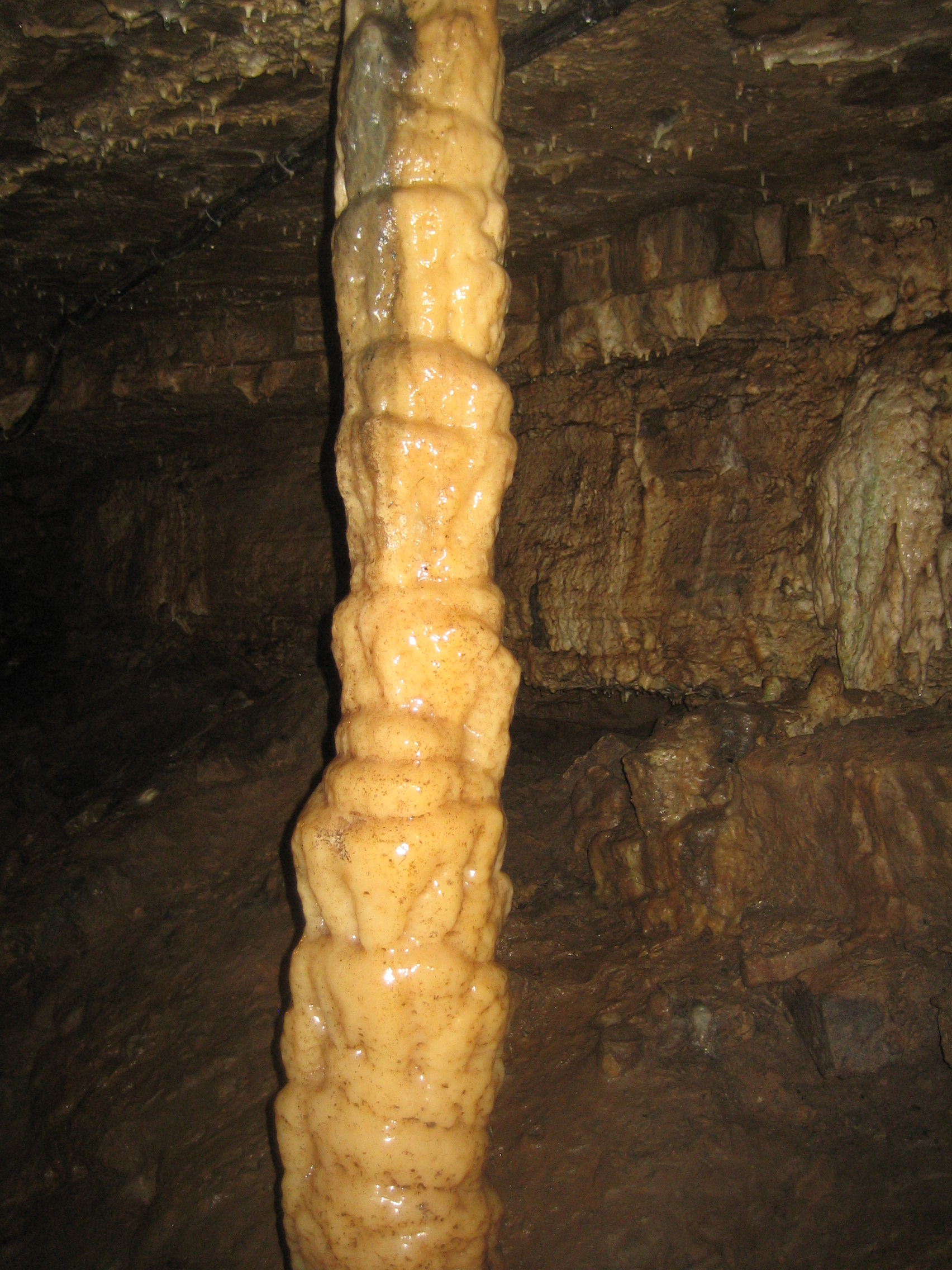
Una columna en la Erdmannshöhle

La Erdmannshöhle es una cueva de estalactitas en la aldea Hasel entre Schopfheim y Wehr, 20 km al este de Lörrach, en el estado federado alemán de Baden-Wurtemberg.
Erdmannshöhle es una palabra compuesta de tres sustantivos alemanes: Erde (tierra), Mann (hombre) y Höhle (cueva). Erdmann es también un nombre y apellido alemán. Como nombre bautismal fue frecuentemente usado para demostrar la unión con la tierra.
En el presente caso la leyenda habla de Erdmännlein que es el diminutivo de Erdmann, a saber «hombrecito», «pequeño hombre» o «enano«». Erdmännlein —o su variante Erdmännchen— es también la palabra alemana para el suricato, un gracioso animal que puede asemejarse a un hombrecito pequeño.

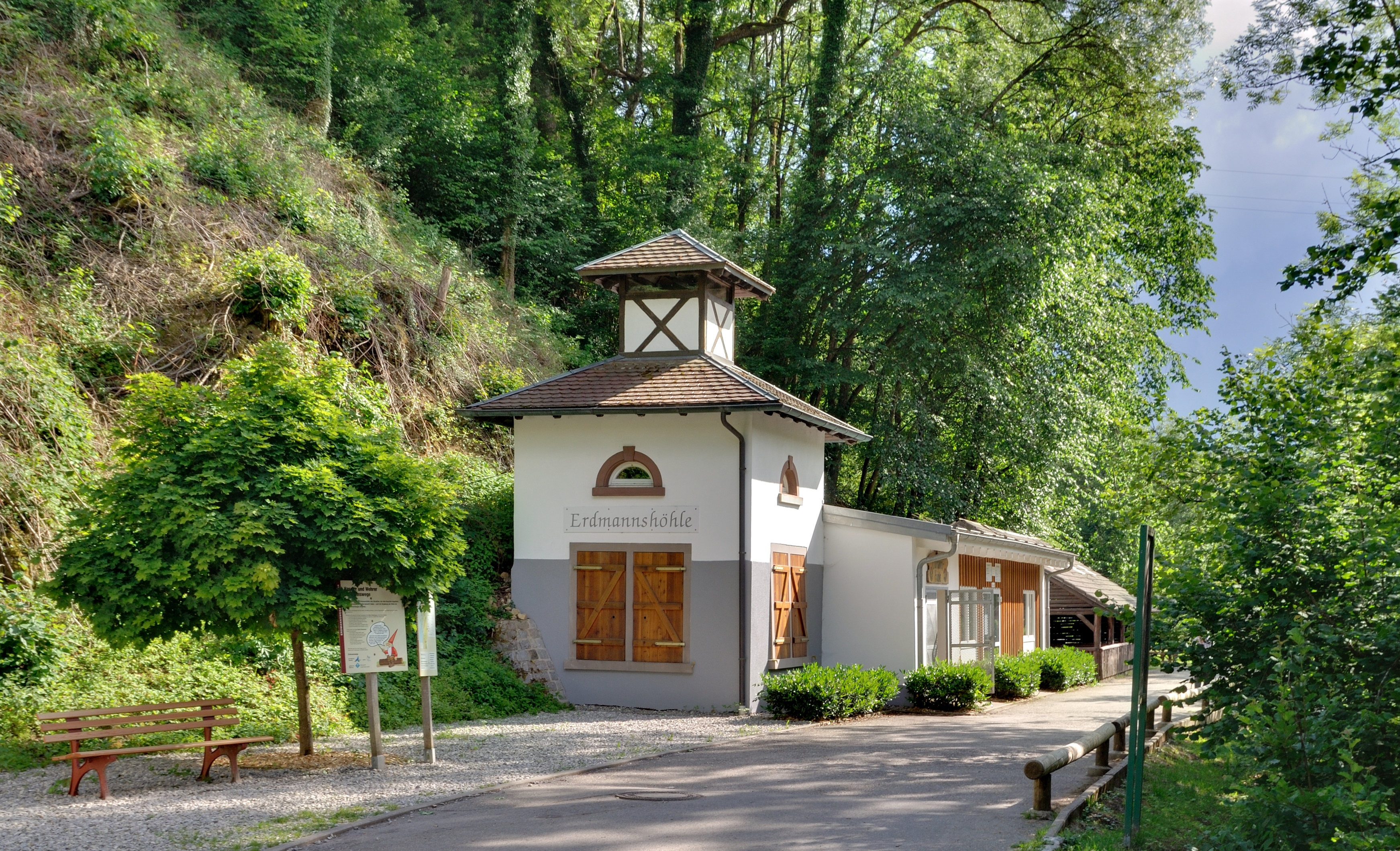
Entrada a la cueva

Según la leyenda los «hombrecitos de la tierra» que dieron su nombre a la Erdmannshöhle fueron pequeños hombres trabajadores y amables, pero sobre todo serviciales.
Las cuevas son escasas en la Selva Negra, porque en los tipos de rocas predominantes —granito y arenisca abigarrada— su formación no es frecuente. Muy diferente es el caso del macizo montañoso del Dinkelberg, entre el Alto Rin, valle del Wiese y el valle del Wehra, donde predominan las calizas conchíferas, que permiten la formación de cavidades mediante procesos de erosión. La Erdmannshöhle Hasel es una de las cuevas de estalactitas más antiguas de Alemania. La longitud total medida de la cueva es de 2185 metros, la parte de exposición de la cueva es de 360 metros de largo.
La estalactita más grande de la cueva, incluida en el libro Guinness de los récords, tiene una altura de más de 4 m y más de 2 m de espesor en la parte inferior. Su edad estimada es de unos 135 000 años.
En la época barroca la República de Venecia envió prospectores mineralógicos a los países al norte de los Alpes para buscar las materias primas indispensables para la manufactura de vidrio. Estos prospectores —que fueron denominados «venecianos» en otros lugares y sólo en la Selva Negra como Stumm-Männle (traducido a «hombrecitos mudos»)—, fueron en su mayoría muy pequeños, llevaban una túnica hasta los pies con capucha semejante al hábito de un monje y evitaban el contacto. Estos misteriosos vagabundos que trabajaban bajo tierra, entraban con el saco vacío y salían con él lleno se convirtieron según la leyenda en «hombrecitos de la tierra», que buscaban tesoros en las galerías oscuras de las montañas o los escondían allí.